# Michael Carty
Pour les articles homonymes, voir Carty.
Michael Carty (16 décembre 1916 - 23 avril 1975) est un homme politique irlandais du Fianna Fáil.

## Biographie
Né à Loughrea, dans le comté de Galway, de Lawrence et Josephine Carty, il est l'aîné de sept enfants. Instituteur de profession, il est élu pour la première fois au Dáil Éireann (chambre basse du parlement) en tant que député du Fianna Fáil pour la circonscription de Galway South lors des élections générales de 1957. De 1961 à 1969, il représente la circonscription de Galway East et de 1969 à 1973 la circonscription de Clare-South Galway. Il prend sa retraite de la politique en 1973.
Il sert dans le gouvernement de Seán Lemass à une occasion de 1965 à 1969 en tant que whip en chef du gouvernement, occupant les postes de secrétaire parlementaire du Taoiseach et de secrétaire parlementaire du ministre de la Défense.